# آلت مایسترات
الت مایسترات (به اسپانیایی: Alt Maestrat) یک سکونتگاه مسکونی در اسپانیا است که در استان کاستلیون واقع شده‌است.

## خصوصیات
الت مایسترات ۶۶۳٫۱۶ کیلومترمربع مساحت و ۷٬۹۱۲ نفر جمعیت دارد.